# Eggbergbecken
Das Eggbergbecken ist das Oberbecken des Pumpspeicherkraftwerks Kavernenkraftwerk Säckingen des Schluchseewerks. Das Eggbergbecken liegt auf dem Eggberg bei Bad Säckingen im Landkreis Waldshut in Baden-Württemberg.
Zusätzlich hat das Becken auch natürliche Zuflüsse, die über Beileitungen aus den Flüssen Murg, Ibach und Dorfbach herangeführt werden. Dafür wurde ein 12,5 km langer Freispiegelstollen angelegt.
Das Becken hat einen Ringdamm aus Steinschüttung mit einer Asphaltbeton-Außendichtung.
Als Unterbecken dient der durch ein Wehr aufgestaute Hochrhein. Bei einem Wasserstand von 289,28 m ü. NHN im Rhein beträgt die maximale Fallhöhe 410,72 m.
Am Rheinwehr befindet sich zusätzlich ein Laufwasserkraftwerk, das Rheinkraftwerk Säckingen.